# Кошкина пижама (сборник)
«Кошкина пижама» (англ. The Cat's Pajamas: New Stories) — сборник рассказов американского писателя Рэя Брэдбери, опубликованный в 2004 году. В сборник вошли рассказы, написанные в разные периоды творчества автора.

## Рассказы
- Жив, здоров, пишу (Alive and Kicking and Writing) (2004) — предисловие
- Куколка (Chrysalis) (1946-1947)
- Остров (The Island) (1952)
- Как-то перед рассветом (Sometime Before Dawn) (1950)
- Слава вождю! (Hail to the Chief) (2003-2004)
- Будем самими собой (We'll Just Act Natural) (1948-1949)
- Ole, Ороско! Сикейрос, Si! (Ole, Orozco! Siqueiros, Si!) (2003-2004)
- Дом (The House) (1947)
- Траурный поезд имени Джона Уилкса Бута/Уорнер Бразерс/MGM/NBC (The John Wilkes Booth/Warner Brothers/MGM/NBC Funeral Train) (2003)
- Смерть осторожного человека (A Careful Man Dies) (1946)
- Кошкина пижама (The Cat's Pajamas) (2003)
- Треугольник (Triangle) (1951)
- Мафиозная Бетономешалка (The Mafioso Cement-Mixing Machine) (2003)
- Призраки (The Ghosts) (1950-1952)
- В Париж, скорей в Париж! (Where's My Hat, What's My Hurry) (2003)
- Превращение (The Transformation) (1948-1949)
- Шестьдесят шесть (Sixty-Six) (2003)
- Дело вкуса (A Matter of Taste) (1952)
- Мне грустно, когда идет дождь (Воспоминание) (I Get the Blues When it Rains (A Remembrance)) (1980)
- Все мои враги мертвы (All My Enemies Are Dead) (2003)
- Собиратель (The Completist) (2003-2004)
- «Восточный экспресс» в вечность для Р.Б., Г.К.Ч. и Дж.Б.Ш. (The R.B., G.K.C. and G.B.S. Forever Orient Express) (1996-1997) — эпилог

## Название книги
В названии рассказа и сборника Брэдбери буквализировал американское сленговое выражение 1920-х годов. Тогдашние джаз—хипстеры называли так кого-то или что-то лучшее, крутое, невероятное, великое. Под названием The Cat's Pajamas ранее выходили книги других авторов, несколько музыкальных произведений и одноименный фильм (1926 г.).